# Hypercoryphodon

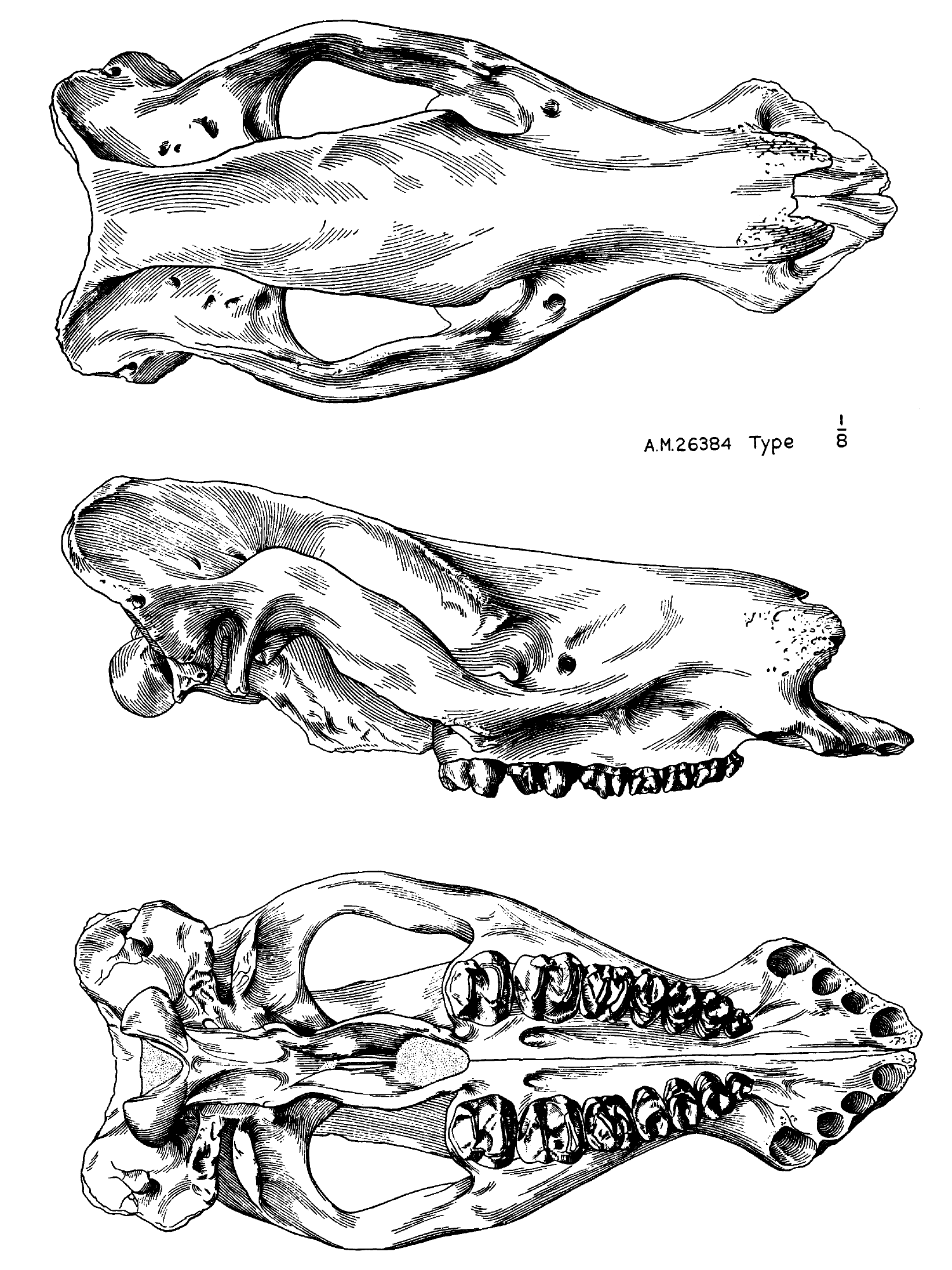
Diagrama del cráneo en diferentes vistas.

Hypercoryphodon es un género extinto de pantodonto del tamaño de un rinoceronte que vivió en Mongolia durante el Eoceno medio, y era muy similar a su antecesor, Coryphodon. Descrito a partir de un cráneo, Hypercoryphodon era un herbívoro cuadrúpedo como el hipopótamo que puede haber sido capaz de adaptar su alimentación para adaptarse a diferentes situaciones. Se cree que posiblemente vivió en los humedales de los ecosistemas forestales que podría haber compartido con otros herbívoros tales como el dinocerado Gobiatherium. Los dientes de corona baja de Hypercoryphodon estaban adaptados para alimentarse de vegetación acuática blanda.